# Distrito de St. Johann im Pongau
El distrito de St. Johann im Pongau es un distrito político del estado de Salzburgo (Austria). Se corresponde con la región de Pongau. La capital del distrito es la ciudad de St. Johann im Pongau.

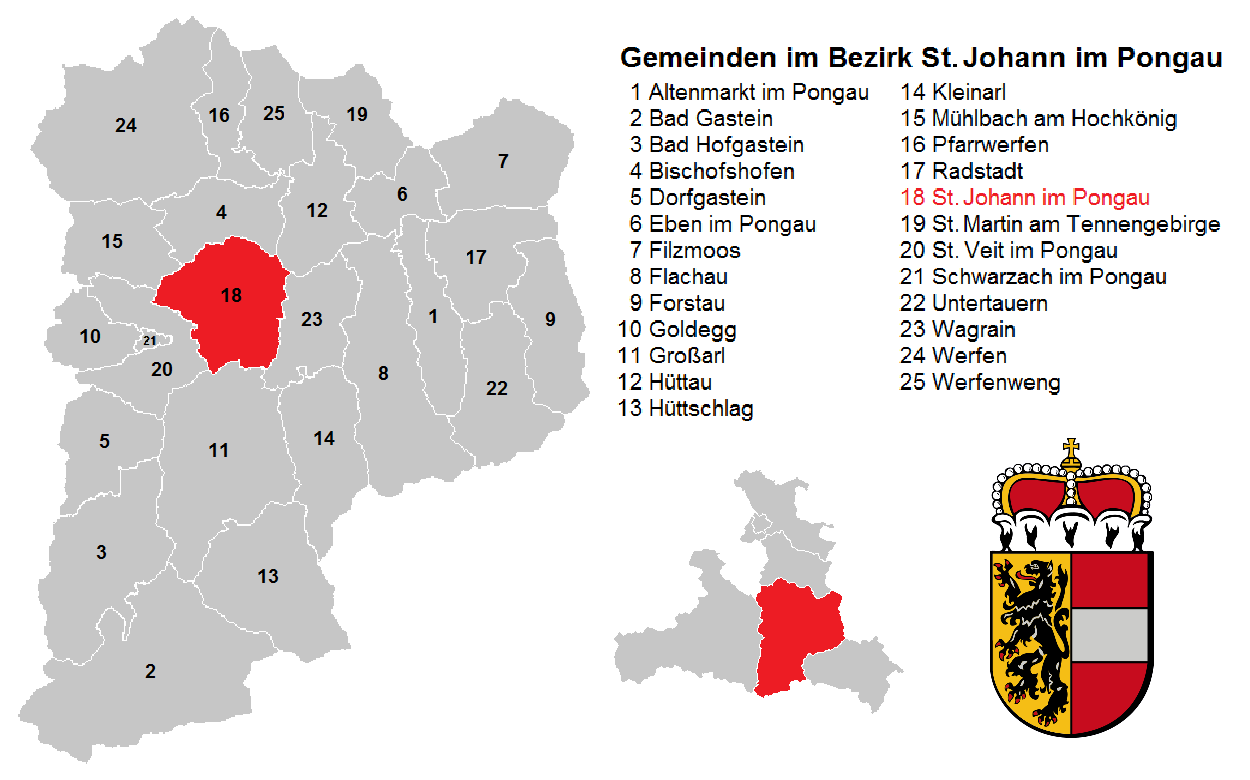

## Localidades con población (año 2018)
- Altenmarkt im Pongau 4,218
- Bad Gastein 3,980
- Bad Hofgastein 6,914
- Bischofshofen 10,540
- Dorfgastein 1,614
- Eben im Pongau 2,446
- Filzmoos 1,484
- Flachau 2,813
- Forstau 540
- Goldegg 2,533
- Großarl 3,825
- Hüttau 1,492
- Hüttschlag 911
- Kleinarl 792
- Mühlbach am Hochkönig 1,461
- Pfarrwerfen 2,292
- Radstadt 4,823
- St. Johann im Pongau 10,944
- St. Martin am Tennengebirge 1,666
- St. Veit im Pongau 3,788
- Schwarzach im Pongau 3,515
- Untertauern 466
- Wagrain 3,085
- Werfen 3,027
- Werfenweng 1,012

El distrito de St. Johann im Pongau se divide en 25 municipios, 3 de los cuales son ciudades y 7 son ciudades-mercado.

### Ciudades
1. Bischofshofen (10 087)
2. Radstadt (4710)
3. Sankt Johann im Pongau (10 260)

### Ciudades-mercado
1. Altenmarkt im Pongau (3486)
2. Bad Hofgastein (6727)
3. Großarl (3634)
4. St. Veit im Pongau (3330)
5. Schwarzach im Pongau (3526)
6. Wagrain (3127)
7. Werfen (3085)

### Municipios
1. Bad Gastein (5838)
2. Dorfgastein (1649)
3. Eben im Pongau (2005)
4. Filzmoos (1352)
5. Flachau (2625)
6. Forstau (515)
7. Goldegg (2216)
8. Hüttau (1555)
9. Hüttschlag (974)
10. Kleinarl (743)
11. Mühlbach am Hochkönig (1629)
12. Pfarrwerfen (2174)
13. St. Martin am Tennengebirge (1406)
14. Untertauern (453)
15. Werfenweng (766)

(Entre paréntesis, población a 15 de mayo de 2001.)

## Galería de imágenes

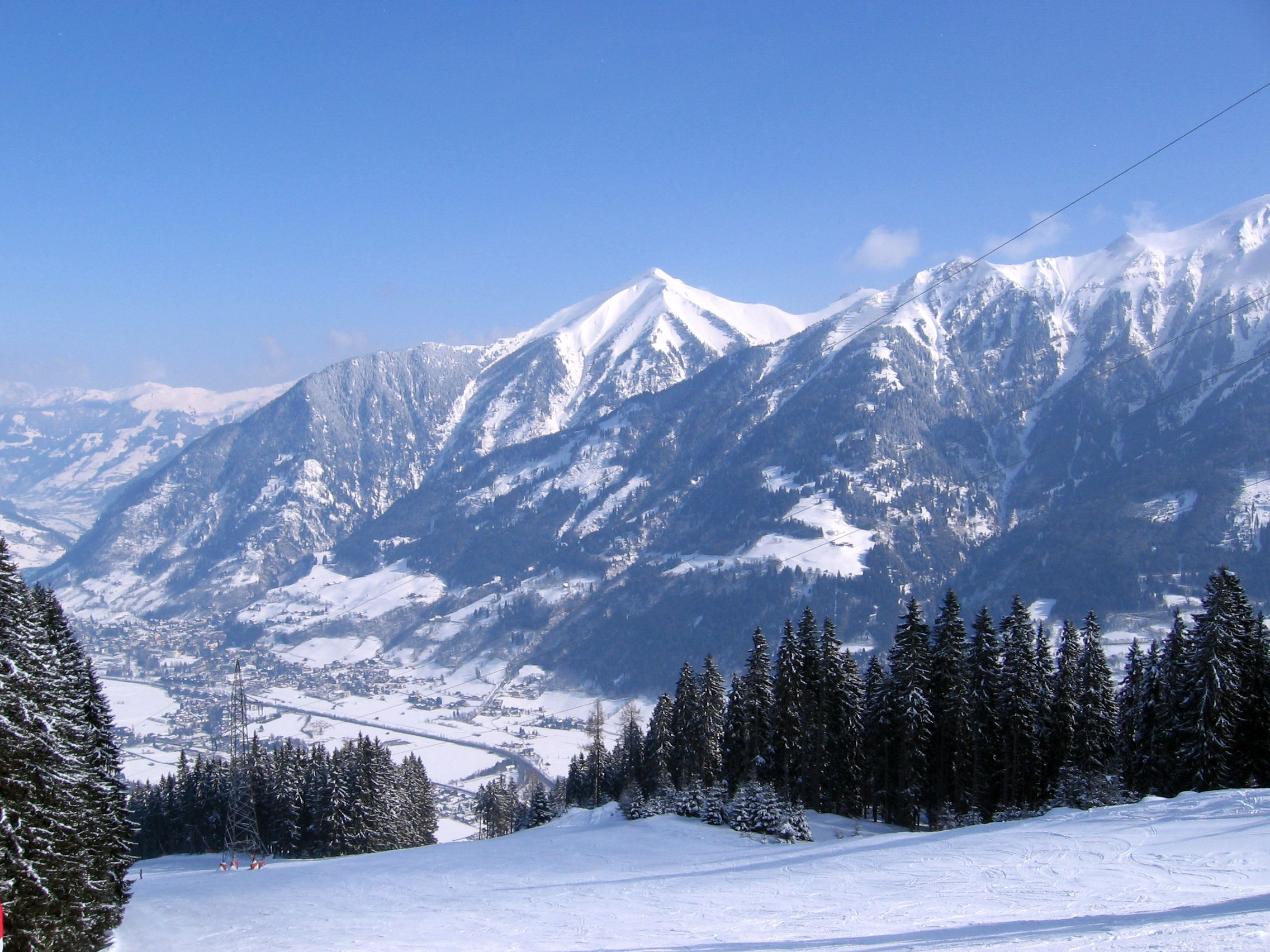
Bad Hofgastein visto desde arriba, en invierno